# Épaumesnil
Épaumesnil est une commune française située dans le département de la Somme, en région Hauts-de-France.

## Géographie

### Localisation
Épaumesnil est un village picard du Vimeu.
À vol d'oiseau, la localité est située à 8 km au sud-est de Oisemont, 9 km au sud-ouest d'Airaines, 9 km au nord-est de Beaucamps-le-Vieux, 22 km au sud d'Abbeville et à 32 km à l'ouest d'Amiens.
Le territoire de la commune est limitrophe de ceux de six communes.
Les communes limitrophes sont  Avesnes-Chaussoy, Frettecuisse, Heucourt-Croquoison, Saint-Maulvis, Vergies et Étréjust.

### Géologie et relief
Le village s'est construit sur un petit plateau, entre deux vallons.
De formation crétacée, le plateau formé d'argile qui compose tout le territoire, paraît dater du Tertiaire.
La nappe phréatique qui alimentait les puits du village à la fin du XIXe siècle se trouvait alors à une soixantaine de mètres de profondeur, en moyenne, dans la craie.

### Hydrographie
La commune est située dans le bassin Artois-Picardie. Elle n'est drainée par aucun cours d'eau.

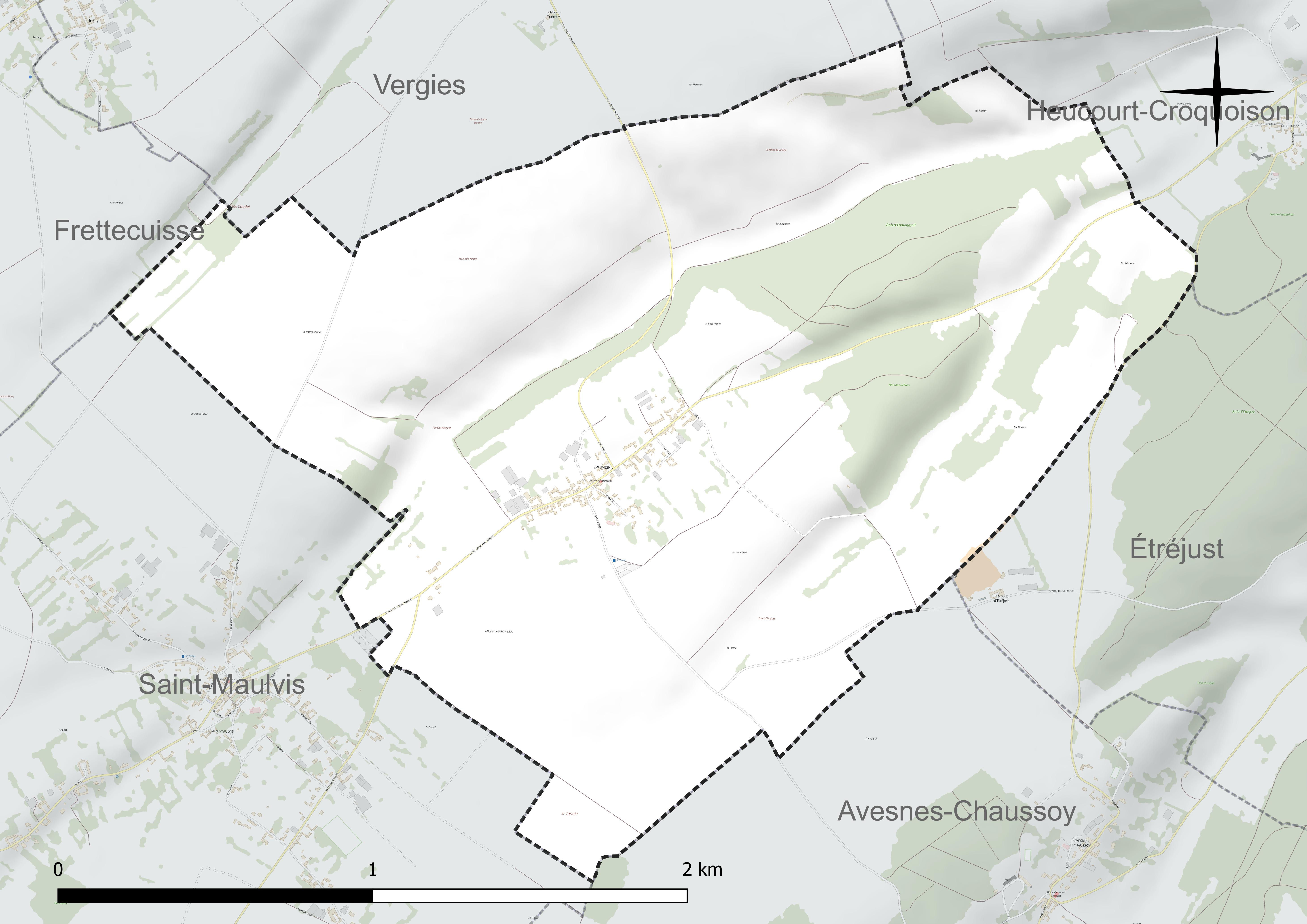
Réseau hydrographique d'Épaumesnil.

### Climat
Pour des articles plus généraux, voir Climat des Hauts-de-France et Climat de la Somme.
En 2010, le climat de la commune est de type climat océanique altéré, selon une étude du CNRS s'appuyant sur une série de données couvrant la période 1971-2000. En 2020, Météo-France publie une typologie des climats de la France métropolitaine dans laquelle la commune est exposée à un climat océanique et est dans la région climatique Côtes de la Manche orientale, caractérisée par un faible ensoleillement (1 550 h/an) ; forte humidité de l'air (plus de 20 h/jour avec humidité relative > 80 % en hiver), vents forts fréquents.
Pour la période 1971-2000, la température annuelle moyenne est de 10,1 °C, avec une amplitude thermique annuelle de 13,9 °C. Le cumul annuel moyen de précipitations est de 808 mm, avec 12,7 jours de précipitations en janvier et 8,7 jours en juillet. Pour la période 1991-2020, la température moyenne annuelle observée sur la station météorologique la plus proche, située sur la commune d'Oisemont à 8 km à vol d'oiseau, est de 11,1 °C et le cumul annuel moyen de précipitations est de 801,4 mm,. Pour l'avenir, les paramètres climatiques de la commune estimés pour 2050 selon différents scénarios d'émission de gaz à effet de serre sont consultables sur un site dédié publié par Météo-France en novembre 2022.

## Urbanisme

### Typologie
Au 1er janvier 2024, Épaumesnil est catégorisée commune rurale à habitat dispersé, selon la nouvelle grille communale de densité à sept niveaux définie par l'Insee en 2022.
Elle est située hors unité urbaine et hors attraction des villes,.

### Occupation des sols
L'occupation des sols de la commune, telle qu'elle ressort de la base de données européenne d'occupation biophysique des sols Corine Land Cover (CLC), est marquée par l'importance des territoires agricoles (81,6 % en 2018), une proportion identique à celle de 1990 (81,6 %). La répartition détaillée en 2018 est la suivante : 
terres arables (66,2 %), forêts (18,4 %), zones agricoles hétérogènes (10,1 %), prairies (5,3 %). L'évolution de l'occupation des sols de la commune et de ses infrastructures peut être observée sur les différentes représentations cartographiques du territoire : la carte de Cassini (XVIIIe siècle), la carte d'état-major (1820-1866) et les cartes ou photos aériennes de l'IGN pour la période actuelle (1950 à aujourd'hui).

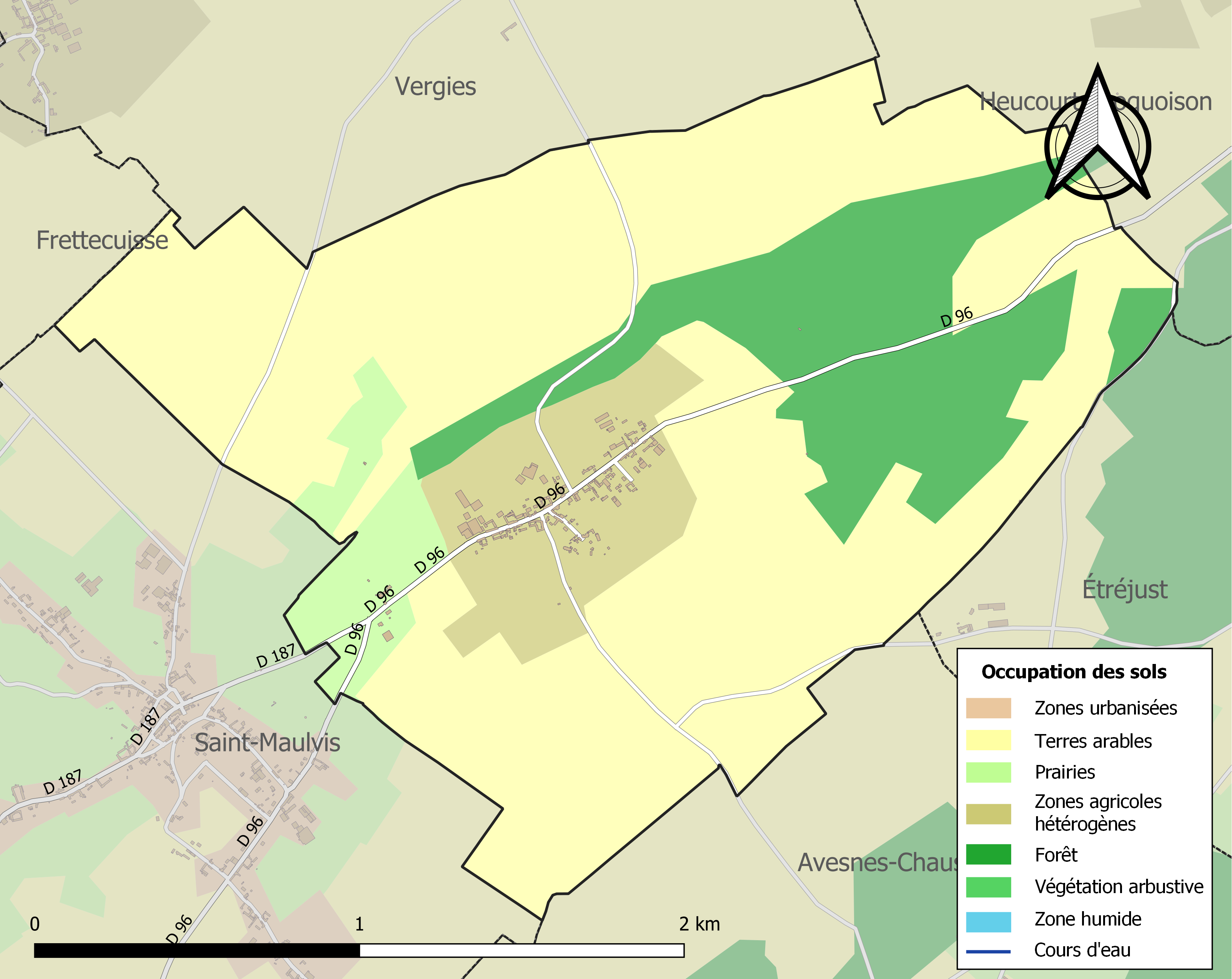
Carte des infrastructures et de l'occupation des sols de la commune en 2018 (CLC).

### Lieux-dits, hameaux et écarts
La commune comprend un écart, au lieu-dit le Moulin de Saint-Maulvis.

## Toponymie
Le nom de la localité est attesté sous les formes Espesmaisnil en 1170 ; Espemaignil en 1337 ; Espaumesnil en 1507 ; Espouminil en 1630 ; Espomenil en 1646 ; Espoumaisnil en 1648 ; Epaumenil en 1700, Epaumenil en 1733 ; Espomesnil en 1750 ; Epaumesnil en 1761 ; Espaumenil en 1763 ; Epomesnil.
De l'oïl espal « réserve dans une forêt » et mesnil « ferme ».

## Histoire
Durant la guerre de Cent Ans, le village souffre de la prise d'Airaines par Édouard III, en 1346.
En 1668, c'est le maître d'école qui signe les registres paroissiaux.
La contribution due pour la guerre et les contributions prussiennes font souffrir le village pendant la guerre franco-allemande de 1870.
En 1899, le cheptel communal se compose de 43 chevaux, 63 bovins (dont 43 vaches laitières), 244 brebis et agneaux, 3 chèvres et 32 porcs.

## Politique et administration

### Rattachements administratifs et électoraux
La commune se trouvait jusqu'en 2009 dans l'arrondissement d'Amiens du département de la Somme. De 2009 à 2016, elle est intégrée à l'arrondissement d'Abbeville, avant de réintégrer le 1er janvier 2017 l'arrondissement d'Amiens. Pour l'élection des députés, elle fait partie depuis 2012 de la troisième circonscription de la Somme.
Elle faisait partie depuis 1793 du canton d'Oisemont. Dans le cadre du redécoupage cantonal de 2014 en France, la commune est intégrée au canton de Poix-de-Picardie.

### Intercommunalité
La commune était membre de la petite communauté de communes de la Région d'Oisemont (CCSOA), créée au 1er janvier 1995.
Dans le cadre des dispositions de la loi portant nouvelle organisation territoriale de la République du 7 août 2015, qui prévoit que les établissements publics de coopération intercommunale (EPCI) à fiscalité propre doivent avoir un minimum de 15 000 habitants, la préfète de la Somme propose en octobre 2015 un projet de nouveau schéma départemental de coopération intercommunale (SDCI) qui prévoit la réduction de 28 à 16 du nombre des intercommunalités à fiscalité propre du département.
Ce projet prévoit la « fusion des communautés de communes du Sud-Ouest Amiénois, du Contynois et de la région d'Oisemont », le nouvel ensemble de 37 412 habitants regroupant 120 communes,. À la suite de l'avis favorable de la commission départementale de coopération intercommunale en janvier 2016, la préfecture sollicite l'avis formel des conseils municipaux et communautaires concernés en vue de la mise en œuvre de la fusion.
La communauté de communes Somme Sud-Ouest (CC2SO), dont est désormais membre la commune, est ainsi créée au 1er janvier 2017.

### Liste des maires

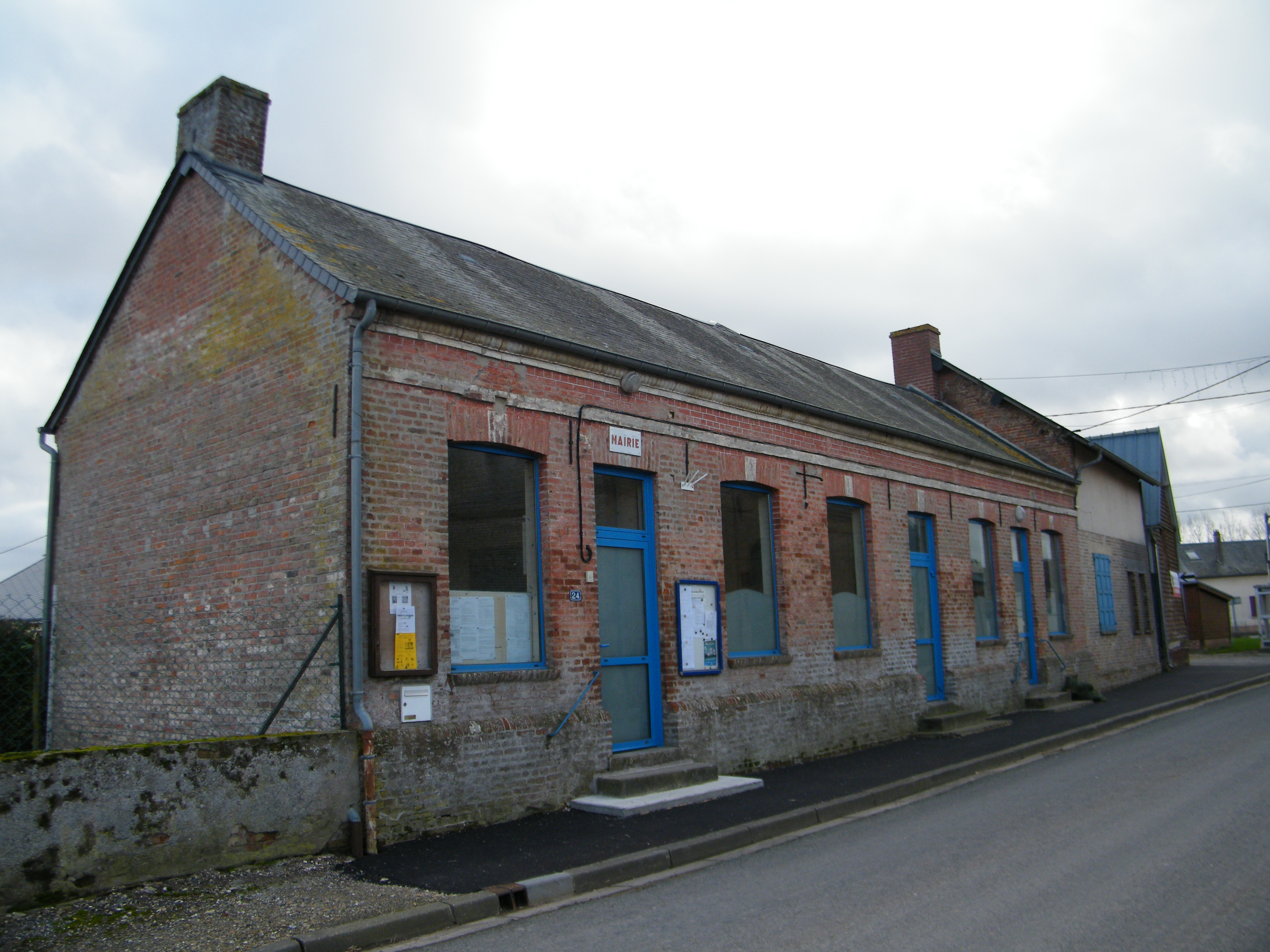
Mairie.

| Période                                  | Période                     | Identité         | Étiquette | Qualité       |
| ---------------------------------------- | --------------------------- | ---------------- | --------- | ------------- |
| Les données manquantes sont à compléter. |                             |                  |           |               |
| mars 1983                                | mai 2020                    | Gilles Boudernel |           |               |
| mai 2020                                 | En cours (au 1er juin 2020) | André Simon      |           | Fonctionnaire |

## Démographie
L'évolution du nombre d'habitants est connue à travers les recensements de la population effectués dans la commune depuis 1793. Pour les communes de moins de 10 000 habitants, une enquête de recensement portant sur toute la population est réalisée tous les cinq ans, les populations de référence des années intermédiaires étant quant à elles estimées par interpolation ou extrapolation. Pour la commune, le premier recensement exhaustif entrant dans le cadre du nouveau dispositif a été réalisé en 2005.

En 2022, la commune comptait 107 habitants, en évolution de −18,94 % par rapport à 2016 (Somme : −1,26 %, France hors Mayotte : +2,11 %).
| 1793 | 1800 | 1806 | 1821 | 1831 | 1836 | 1841 | 1846 | 1851 |
| ---- | ---- | ---- | ---- | ---- | ---- | ---- | ---- | ---- |
| 361  | 389  | 385  | 369  | 370  | 338  | 328  | 334  | 330  |

| 1856 | 1861 | 1866 | 1872 | 1876 | 1881 | 1886 | 1891 | 1896 |
| ---- | ---- | ---- | ---- | ---- | ---- | ---- | ---- | ---- |
| 306  | 289  | 275  | 264  | 240  | 238  | 232  | 224  | 203  |

| 1901 | 1906 | 1911 | 1921 | 1926 | 1931 | 1936 | 1946 | 1954 |
| ---- | ---- | ---- | ---- | ---- | ---- | ---- | ---- | ---- |
| 208  | 197  | 187  | 148  | 156  | 148  | 136  | 111  | 117  |

| 1962 | 1968 | 1975 | 1982 | 1990 | 1999 | 2005 | 2006 | 2010 |
| ---- | ---- | ---- | ---- | ---- | ---- | ---- | ---- | ---- |
| 133  | 117  | 119  | 109  | 119  | 107  | 114  | 116  | 122  |

| 2015 | 2020 | 2022 | - | - | - | - | - | - |
| ---- | ---- | ---- | - | - | - | - | - | - |
| 130  | 112  | 107  | - | - | - | - | - | - |

## Culture locale et patrimoine

### Lieux et monuments
Église Saint-Martin, avec ses ouvertures de style roman.

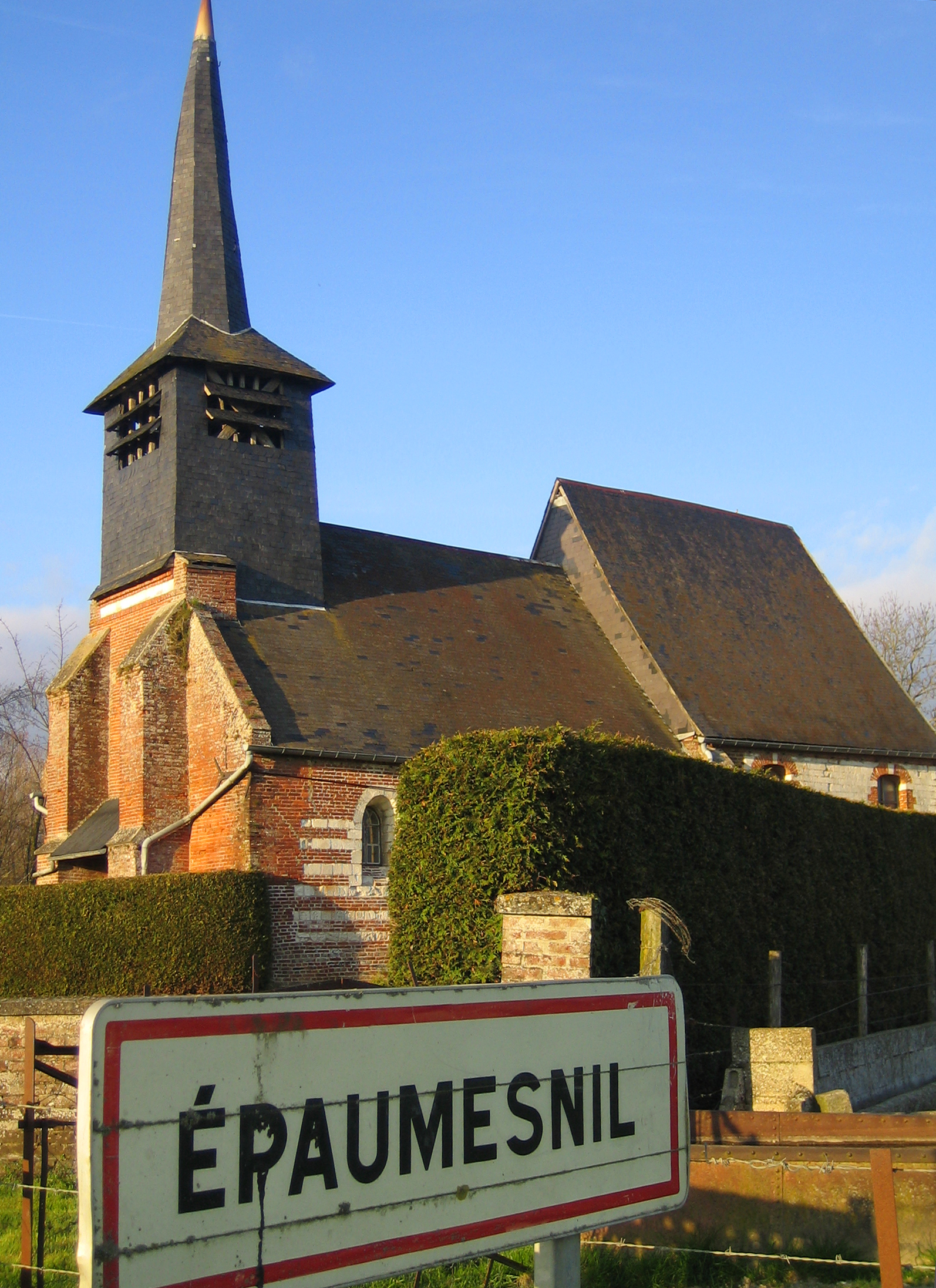
L'église éclairée par le soleil déclinant.
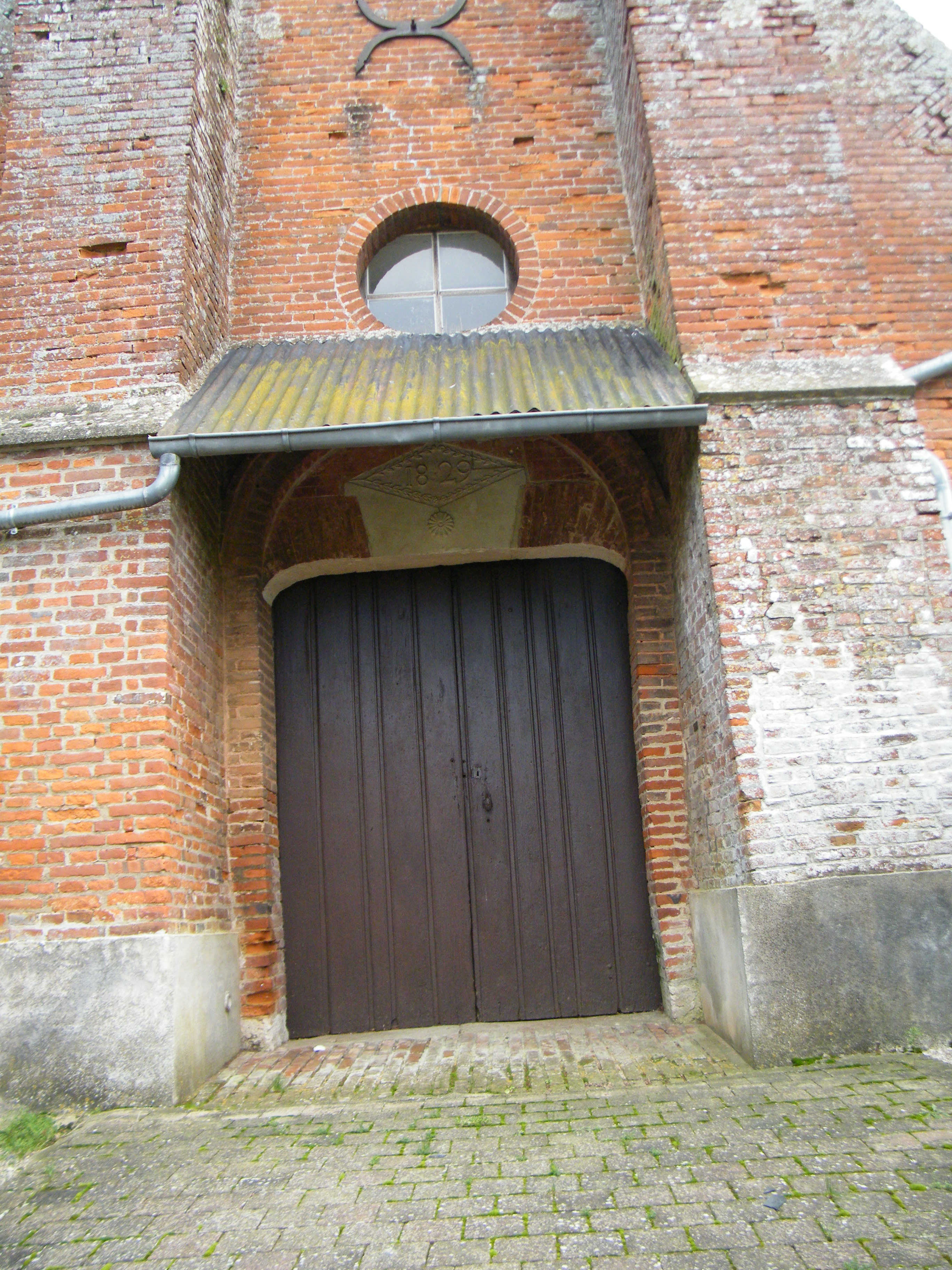
Porche du clocher, daté de 1829.
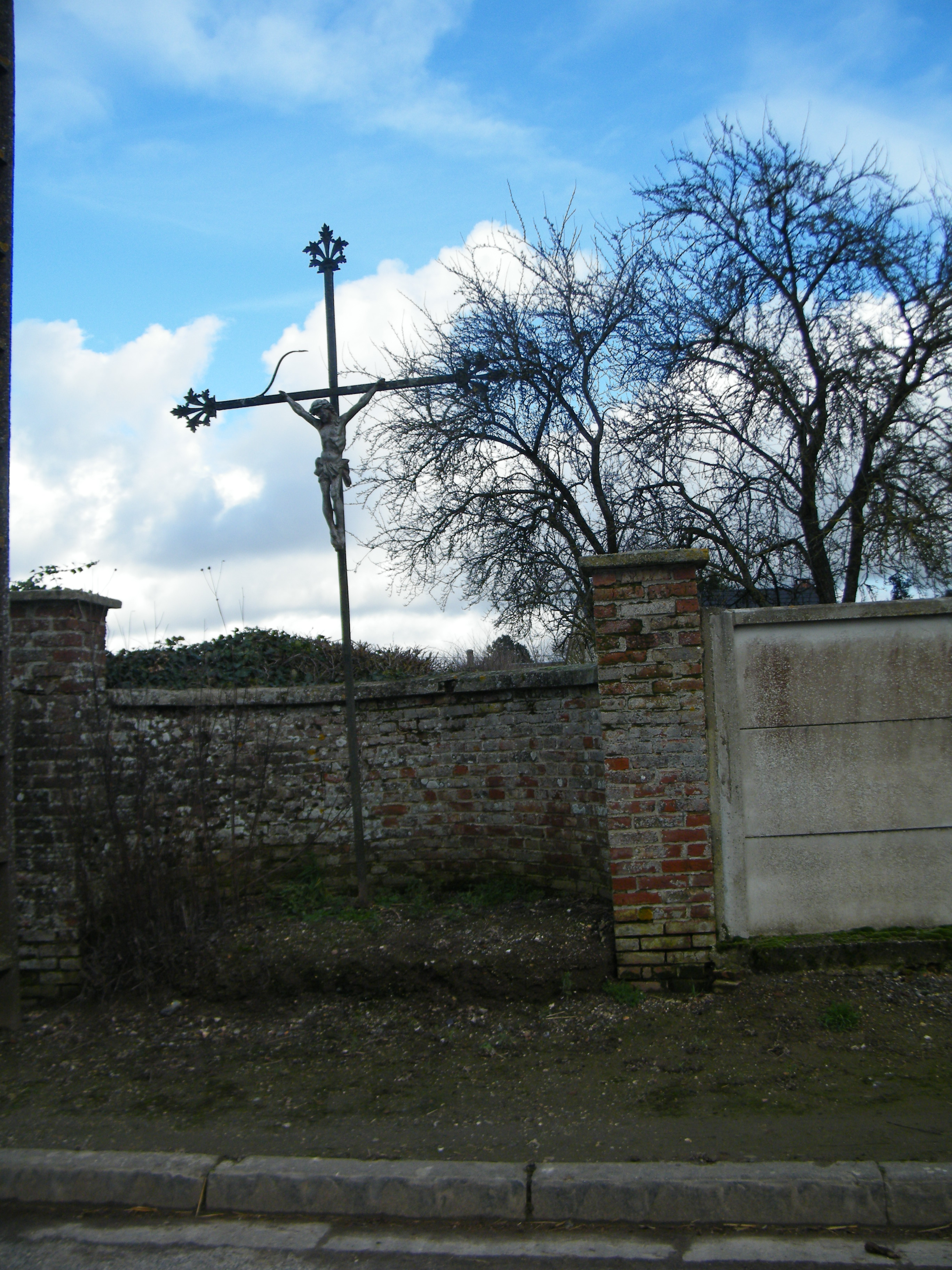
Calvaire près de l'église.

### Personnalités liées à la commune
- Charles de Mauvoisin, écuyer, est seigneur d'Épaumesnil et de Croquoison en 1567[6].
- Guillain Lucas, chanoine de la Cathédrale Notre-Dame d'Amiens est seigneur du village et de Courcelles-sous-Moyencourt. Décédé en 1668, son mausolée se trouve derrière le sanctuaire de la cathédrale[6].